# Liva Järnefelt
Olivia ”Liva” Järnefelt, född Edström den 18 mars 1876 i Vänersborg, död den 24 juni 1971 i Stockholm, var en svensk operasångare (mezzosopran).

## Biografi
Järnefelt studerade vid Stockholms musikkonservatorium 1894–1897. Hon debuterade som Azuncena i Trubaduren på Kungliga Teatern 1898 och var anställd där från samma år till 1926. Bland rollerna kan nämnas Carmen, Amneris i Aida, Cherubin i Figaros bröllop, Ortrud i Lohengrin, Brünhilde och Fricka i Valkyrian, Venus i Tannhäuser och Magdalena i Mästersångarna i Nürnberg.
Hon tilldelades Litteris et Artibus 1920 och invaldes som ledamot nr 581 av Kungliga Musikaliska Akademien den 27 november 1924.
Liva Järnefelt var gift med Armas Järnefelt och syster till Anna Edström.